# Francesco Alborea
Francesco Alborea, mais conhecido como "Franciscello" (Nápoles, 7 de março de 1691 – Viena, 20 de julho de 1739), foi um violoncelista e compositor italiano do barroco tardio.
Franciscello fez seus estudos musicais no Conservatório de Santa Maria di Loreto, em Nápoles.
Atribui-se a Franciscello ter sido o primeiro a utilizar o capotasto, técnica do polegar sobre o espelho do violoncelo. Pouco se sabe sobre Franciscello, exceto que seus contemporâneos o consideravam “sobrenatural e incomparável”. Os princípios de Franciscello e sua técnica “do polegar” foram incorporados ao tratado de 1741 do organista e compositor francês Michel Corrette, intitulado “Méthode théorique de pratique pour apprendre en peu de temps de violoncelle dans sa perfection”(Método teorico e prático para aprender em pouco tempo tocar violoncelo com perfeição).